# Georg von Hantelmann
Georg von Hantelmann (9 de Outubro de 1898 – 7 de Setembro de 1924) foi um piloto alemão durante a Primeira Guerra Mundial. Abateu 25 aeronaves inimigas, o que fez dele um ás da aviação. Além destas vitórias, Hantelmann ficou conhecido por, em uma única semana, abater três ases da Tríplice Entente: David Putnam, Maurice Boyau e Joseph Wehner.